# Rosso (stad)
Rosso is een stad in Mauritanië en is de hoofdplaats van de regio Trarza. De stad ligt aan het deel van de rivier de Sénégal dat het gehele jaar bevaarbaar is. Rosso telt naar schatting 72.000 inwoners.

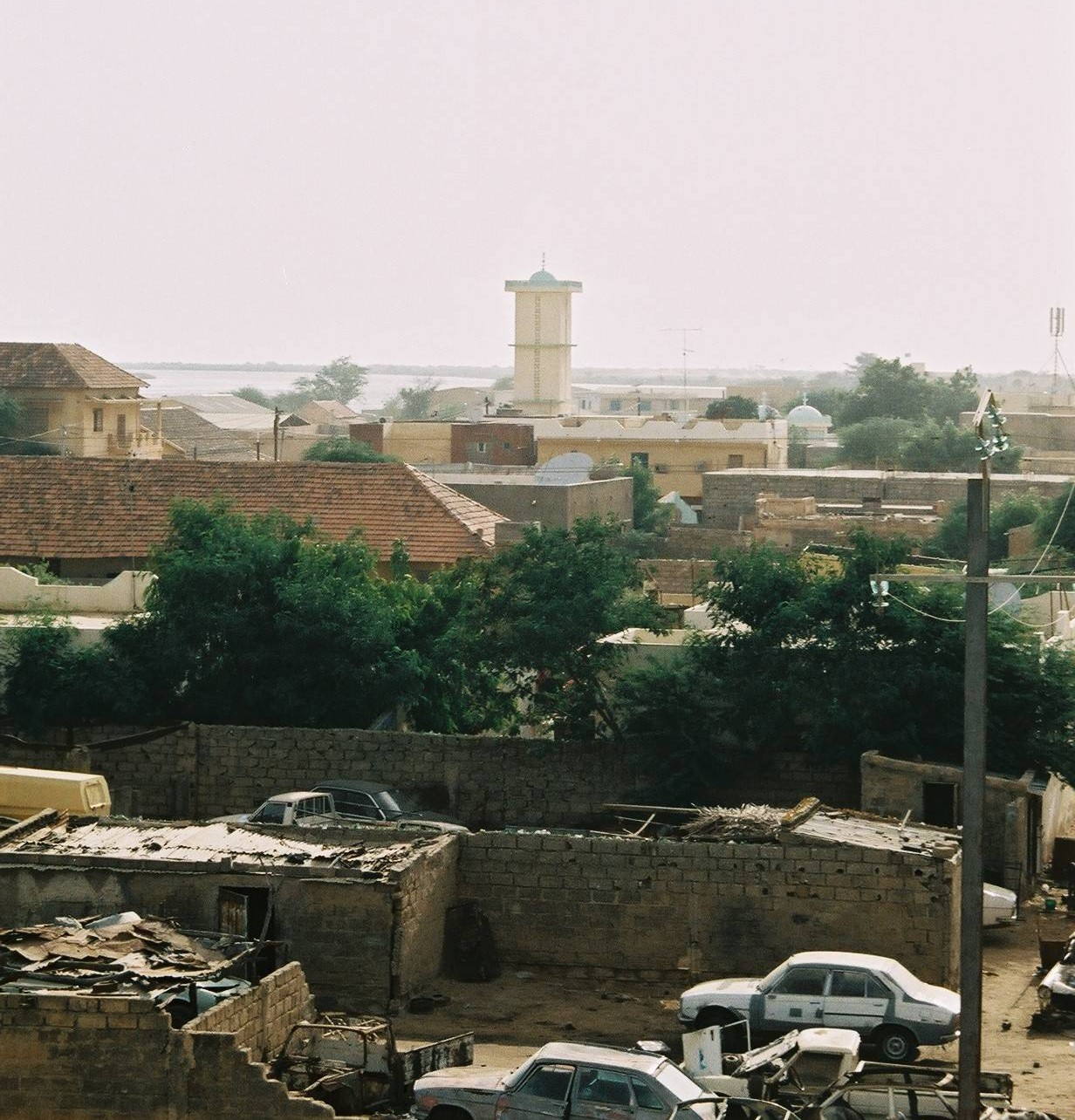
Moskee in Rosso